# یواس‌اس ال‌اس‌تی-۹۸۲
یواس‌اس ال‌اس‌تی-۹۸۲ (به انگلیسی: USS LST-982) یک کشتی بود که طول آن ۳۲۸ فوت (۱۰۰ متر) بود. این کشتی در سال ۱۹۴۴ ساخته شد.